# Titus Ullrich
Titus Ullrich (* 22. August 1813 in Habelschwerdt, Grafschaft Glatz; † 17. Dezember 1891 in Berlin) war ein deutscher Kunst- und Literaturkritiker sowie Schriftsteller.

## Leben
Der spätere königliche Hofrat, Sohn eines Landwirtes und Enkel des Habelschwerdter Bürgermeisters Hallmann, wurde im Hallmannschen Haus am Ring Nr. 7 geboren, in dem sich seine Mutter während der Befreiungskriege aufhielt. Zunächst von seinem Großvater unterrichtet, trat er 1825 in das Glatzer Königliche katholische Gymnasium ein. Ab 1832 studierte er Philosophie und Altertumswissenschaften an der Universität Breslau. Ein Jahr später setzte er das Studium an Friedrich-Wilhelms-Universität zu Berlin fort.
Der Tod seines Vaters vereitelte seinen Plan, sich nach Beendigung seines Studiums als Privatdozent zu habilitieren. Er ließ sich aus diesem Grund als Privatlehrer in Berlin nieder, wo er 1845 sein allerdings wenig beachtetes Erstlingswerk, die episch-didaktische Dichtung „Das Hohe Lied“ herausgab. 1848 verbesserte sich seine finanzielle Lage durch eine Stellung als Feuilletonist bei der kurz zuvor gegründeten Nationalzeitung. Dort widmete er sich bis 1860 der Kritik des Tagesgeschehens in den Bereichen der Darstellenden und Bildenden Kunst sowie der Literatur. Daneben war er eine der zentralen Persönlichkeiten des 1852 gegründeten literarisch-künstlerischen Clubs Rütli. Im Jahr 1854 reiste er für einen längeren Aufenthalt nach Italien, 1857 konnte er die Große Kunstausstellung in Manchester besuchen und nutzte diese Reise zur Erkundung von England und Schottland, von wo er über Belgien und Paris heimkehrte.
Gegen Ende des Jahres 1860 wurde er zum Geheimsekretär im Büro der Generalintendantur der Königlichen Schauspiele in Berlin berufen, später zum Geheimen Intendanturrat befördert und zum königlichen Hofrat ernannt. Er trat 1887 in den Ruhestand.
Titus Ullrich starb 1891 im Alter von 78 Jahren in Berlin an einem Herzschlag.

## Robert Schumann
Zu Titus Ullrichs Verehrern gehörte Robert Schumann, mit dem er 1847 in Berlin mehrfach persönlich zusammentraf. Drei Werke Schumanns basieren auf Gedichten Ullrichs: der Männerchor Zu den Waffen WoO 4 Nr. 1 (1848) sowie die Lieder Herzeleid op. 107 Nr. 1 und Die Fensterscheibe op. 107 Nr. 2 (beide 1851). In einem Brief an Friedrich Hebbel bekannte Schumann, er kenne fast alle Werke Ullrichs „auswendig“. Er bat diesen – vergeblich – auch um ein Opernlibretto.

## Werksauswahl
- 1845: Das Hohe Lied
- 1847: Viktor
- 1890: Dichtungen

Postum erschienen:
- 1893: Reisestudien aus Italien, England und Schottland
- 1894: Kritische Aufsätze über Kunst, Litteratur und Theater